# Melitaea albescens
Melitaea albescens är en fjärilsart som beskrevs av Ruggero Verity 1916. Melitaea albescens ingår i släktet Melitaea och familjen praktfjärilar. Inga underarter finns listade i Catalogue of Life.